# Casa de locuit de pe str. Chișinăului, 3 (Orhei)
Casa de locuit de pe str. Chișinăului, 3 este o clădire amplasată pe str. Chișinăului, 3 în Orhei, Republica Moldova. Este un monument arhitectural de importanță națională inclus în Registrul monumentelor Republicii Moldova ocrotite de stat cu nr. 954 (raionul Orhei). Datează din anii 1930.